# Cristóbal de Baviera
Cristóbal de Baviera (Helsingborg, Dinamarca, 1418 - Jönköping, Suecia, 1448) rey, por medio de la Unión de Kalmar, de Dinamarca (1440-1448), Suecia (1441-1448) y Noruega (1442-1448).
En el corto período de su gobierno, se alcanzaron acuerdos con los nobles de los tres reinos que gobernó, lo que permitió la integridad de la Unión de Kalmar. No obstante, la miseria fue una característica de su reinado.
Se casó en 1445 con la margravina Dorotea de Brandeburgo. No tuvo hijos.

## Biografía

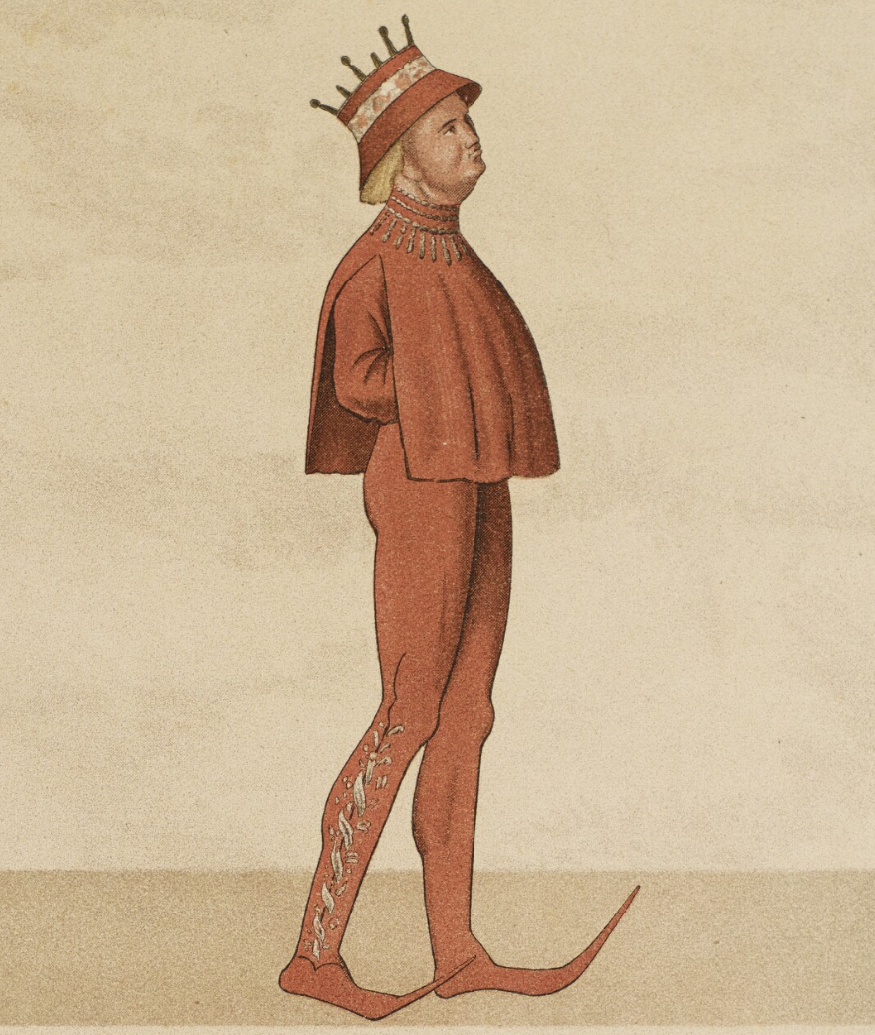
Cristóbal de Baviera, pintado por un artista desconocido.

Cristóbal de Baviera nació en el castillo de Helsingborg, en Dinamarca, probablemente el 26 de febrero de 1416. Hijo del duque Juan de Palatinado-Neumarkt y de Catalina de Pomerania, hermana del rey de la Unión de Kalmar, Erico de Pomerania.
Después del autoexilio del rey Erico de Pomerania hacia Gotland en 1439 como consecuencia de la derrota danesa en la guerra con la Liga Hanseática, el consejo danés le ofreció a Cristóbal la corona, fue inmediatamente aceptada. Llegó a Dinamarca en el año 1439, donde recibió el título de virrey y, posteriormente, el 9 de abril de 1440 fue nombrado rey de Dinamarca y en 1443 coronado como rey de Dinamarca.
Después de la convocatoria danesa, Cristóbal envió representantes a Suecia para entablar negociaciones con el consejo de ese país. En Suecia gobernaba como regente Carlos Knutsson, quien aceptó negociar con Cristóbal. Finalmente, Cristóbal fue elegido rey de Suecia el 13 de septiembre de 1441, y el 14 de septiembre del mismo se coronó en Upsala. Al año siguiente (1442), fue elegido también como rey de Noruega.
En lo que se refiere a política exterior, el rey firmó en 1441 un tratado de paz con la Liga Hanseática, tradicionalmente enemiga de los Estados de la Unión. También fomentó el comercio entre las ciudades neerlandesas y los reinos nórdicos. Al fin de su mandato, aumentaron nuevamente las discrepancias con la Liga Hanseática, y se ha mencionado que Cristóbal tenía planes de aliarse a varios príncipes alemanes con el fin de atacar a la ciudad de Lübeck. Probablemente planeaba también una guerra contra Rusia.
Cristóbal había prometido a los suecos devolverles Gotland. Erico de Pomerania se había establecido en la isla, desde donde dirigía actos de piratería, y nunca llegó a un acuerdo con el rey Cristóbal.
En la política interior, durante su reinado los tres reinos nórdicos gozaron de cierta independencia. Al contrario de Erico de Pomerania, Cristóbal visitó Suecia en varias ocasiones, desde donde dirigió los asuntos del Estado por largas temporadas. Cuando se ausentaba, nombraba un regente especial, que actuaba como una especie de jefe de gobierno y juez supremo.
Quizás su obra más destacada fue el expedir una nueva edición aumentada de las leyes nacionales (que databan de tiempos del rey Magnus II Eriksson), que se conocen como Las leyes nacionales del rey Cristóbal. En Noruega, emitió una ordenanza que limitaba la explotación por parte de los comerciantes alemanes en la ciudad de Bergen.
Recién iniciado su mandato, en 1441, el rey tuvo que hacer frente a una rebelión al norte de la península de Jutlandia. La rebelión trajo como consecuencia el empeoramiento de las condiciones de vida de los campesinos daneses, producida por una represión mayor del gobierno. En Suecia se padeció una hambruna y fuertes cargos fiscales. Para contrarrestar el descontento creciente, convocó una reunión a hombres del gobierno en la ciudad sueca de Jönköping, donde murió de manera repentina el 5 o 6 de enero de 1448. Fue sepultado en la catedral de Roskilde, en Dinamarca.
| Predecesor: Erico de Pomerania        | Rey de Dinamarca 1440 - 1448 | Sucesor: Cristián I                              |
| Predecesor: Carlos Knutsson (regente) | Rey de Suecia 1441 - 1448    | Sucesor: Bengt Jönsson y Nils Jönsson (regentes) |
| Predecesor: Erico de Pomerania        | Rey de Noruega 1442 - 1448   | Sucesor: Carlos I                                |